# Тернівська сільська рада (Вільнянський район)
| Тернівська сільська рада — орган місцевого самоврядування у Вільнянському районі Запорізької області з адміністративним центром у с. Тернівка. Історична дата утворення: в 1943 році. Водоймища на території, підпорядкованій даній раді: затока р. Дніпро. Сільська рада розташована на півночі Вільнянського району. Територією з півночі на південь проходить автомагістраль Москва-Сімферополь. |

## Населені пункти
Сільській раді підпорядковані населені пункти:
- с. Тернівка
- с. Великодубове
- с. Губенське
- с. Придолинівка
- с. Шевченка
- с. Якимівка

## Склад ради
Рада складається з 16 депутатів та голови.

### Керівний склад ради
| ПІБ                         | Основні відомості                                                         | Дата обрання | Дата звільнення |
| --------------------------- | ------------------------------------------------------------------------- | ------------ | --------------- |
| Бабарига Микола Зіновійович | Сільський голова, 1950 року народження, освіта, безпартійний              | 26.03.2006   | 31.10.2010      |
| Лаврик Віктор Володимирович | Сільський голова, 1956 року народження, освіта вища, член Партії регіонів | 31.10.2010   |                 |

Примітка: таблиця складена за даними джерела